# Jordan Henderson
Jordan Brian Henderson (født 17. juni 1990 i Sunderland, England) er en engelsk fodboldspiller, der spiller som midtbanespiller hos Premier League-klubben Brentford F.C. og det engelske landshold. Han havde indtil salget til Liverpool i sommeren 2011 spillet i Sunderland hele sin seniorkarriere med start i 2008, dog afbrudt af et halvårigt lejeophold hos Coventry City i foråret 2009. Henderson betragtes af nogle som en af de bedste midtbanespillere i verden og er kendt for sit lederskab og tekniske evner.
Henderson har repræsenteret England på både U-19, U-20, U-21 og A-niveau.
Henderson startede i Sunderland Academy som otteårig og debuterede på førsteholdet ti år senere i november 2008. Han tilbragte seks måneder på lån hos Coventry City i 2009, før han vendte tilbage til Sunderland. I 2011 skiftede Henderson til Liverpool og vandt sit første trofæ med klubben, Ligacuppen, et år senere. Han blev udnævnt til Liverpool-kaptajn i 2015 og vandt UEFA Champions League, UEFA Super Cup og FIFA Club World Cup i 2019. I 2020 førte han sit hold til Premier League-titlen, klubbens første ligatitel i 30 år. For hans præstationer i den titelvindende sæson blev Henderson kåret som FWA Footballer of the Year. I 2022 løftede Henderson både FA Cuppen og EFL Cuppen, hvor Liverpool slog Chelsea på straffespark.
Som engelsk landsholdsspiller har Henderson over 70 optrædener for sit land siden sin debut i 2010. Han har deltaget i seks internationale turneringer med England, herunder UEFA European Championships i 2012, 2016 og 2020 og FIFA World Cups i 2014, 2018 og 2022. Han var den første spiller til at vinde England Player of the Year-prisen både på U-21 og senior niveau.

## Privat liv
Henderson studerede på Farringdon Community Sports College, før han som ung kom til Sunderland. Han er fan af Sunderland og deltog i Liga Cup-finalen i 2014 med Sunderland-fansene, selvom han på det tidspunkt var spiller for Liverpool. Samme dag som han blev udnævnt til Liverpool-kaptajn, blev det annonceret, at han også ville figurere på forsiden af den britiske udgave af FIFA 16 sammen med Lionel Messi.
Henderson og hans kone Rebecca Burnett har tre børn. Hans far Brian, en tidligere politimand og amatør-fodboldspiller, overlevede mundhulekræft i Hendersons tidlige Liverpool-karriere og kunne deltage i Champions League-finalen i Madrid i 2019.
Hans selvbiografi, Jordan Henderson: The Autobiography, blev udgivet i oktober 2022.